# Братский (Тихорецкий район)
Бра́тский — посёлок в Тихорецком районе Краснодарского края России.
Административный центр Братского сельского поселения.

## Население
| 2002 | 2010  |
| ---- | ----- |
| 1271 | ↘1227 |

## Улицы
| - ул. Дружбы, - ул. Кирпичная, - ул. Козлова, - ул. Коммунистическая, | - ул. Комсомольская, - ул. Ленина, - ул. Молодёжная, - ул. Октябрьская, | - ул. Промышленная, - ул. Северная, - ул. Школьная. |